# Kaval
Een kaval is een blaasinstrument dat op de Balkan en op het Turkse platteland veel gebruikt wordt, vooral door herders. Het bestaat uit een cilindrische rechte open buis met zeven toongaten, en een voor de duim. Het wordt bespeeld door het instrument onder een hoek van ca. 45 graden aan de lippen te zetten, en zelf de luchtstroom op de scherpe rand te mikken. Het kost wat moeite om voor het eerst geluid hieruit te krijgen.
De meeste kavals staan in D, maar er zijn ook andere stemmingen.
Zoals meer blaasinstrumenten heeft ook de kaval naast de toongaten aan het uiteinde nog een aantal extra gaten waarmee de akoestische impedantie geleidelijker verloopt van het instrument naar de omringende lucht.
De klankkleur van een kaval is een beetje vergelijkbaar met een dwarsfluit, zij het dat de kaval nog wat 'heser' is.
Het dorpje Erikbelen, in de Turkse provincie Tokat, dicht bij de stad Başçiftlik, is beroemd om de daar gemaakte kavals.